# Náprstkovo muzeum asijských, afrických a amerických kultur
Náprstkovo muzeum asijských, afrických a amerických kultur je jedna ze stálých expozic pražského Národního muzea na Betlémském náměstí, věnovaná etnologii, umění a kultuře mimoevropských národů. Nachází se v souboru budov v areálu bývalého pivovaru a vinopalny „U Halánků“ v městské části Praha 1 na Starém Městě pražském.

## Dějiny muzea
Původní soukromé muzeum zřídil v roce 1874 český vlastenec, mecenáš, politik a národní buditel Vojta Náprstek v bývalém rodinném pivovaru a palírně destilátů jakožto České průmyslové muzeum. Po svém návratu z exilu v USA (1858) chtěl obohatit český národ o pokrokové myšlenky a technické novinky ze zahraničí. Nejdříve v domě založil veřejnou knihovnu, která sloužila i jako místo pro osvětu a setkávání osobností společenského i politického života. Scházel se tam od roku 1865 také Americký klub dam, první český ženský spolek. Významnou podporovatelkou a mecenáškou těchto osvětových a vlasteneckých aktivit byla Anna Náprstková, matka Vojty Náprstka a majitelka pivovaru.
Po Náprstkově smrti se původně průmyslové muzeum stalo muzeem národopisným, po 2. světové válce je jeho aktivita zaměřena pouze na mimoevropské kultury.
Sbírky evropské kultury a umění byly během 2. světové války uskladněny v bednách, s nimi dislokovány do protileteckých krytů či skladišť, kde došlo k dílčím ztrátám. Roku 1961 byly z větší části převedeny do sbírek oddělení historické archeologie Národního muzea, z menší části převedeny několika regionálním muzeím v Československu.
Náprstkovo muzeum se v 19. století stalo jedním z kulturních a vzdělávacích center české inteligence. Mnoho jeho sbírkových předmětů pochází z darů jak od zakladatele muzea Vojtěcha Náprstka, tak od jeho přátel a známých z řad českých exulantů, cestovatelů a etnografů. Muzeum má velmi obsáhlý sbírkový fond, z něhož je pro veřejnost zpřístupněna pouze jeho malá část.

## Přízemí budovy
V přízemí budovy se nachází prodejna, šatna, veřejná knihovna a studovna, přednáškový sál a výstavní síň.

## Stálé expozice
- Indiánské kultury Severní a Jižní Ameriky – 1. patro (expozice byla k 15. září 2013 z důvodu rekonstrukce muzea ukončena)
- Kultury Austrálie a Oceánie – 3. patro

## Pobočka v Liběchově
V roce 1977 byla na zámku Liběchov na Mělnicku zpřístupněna veřejnosti po několikaleté úpravě objektu v přízemí expozice Muzeum asijských kultur. Byla upravena v několika místnostech jako stálá pobočka Náprstkova muzea. Zámek byl po roce 1990 privatizován. V roce 2002 bylo přízemí zaplaveno při povodních a muzejní sbírky byly poté odstěhovány do depozitáře v nedalekém špýcharu a expozice byla definitivně zrušena.

## Ze sbírek muzea

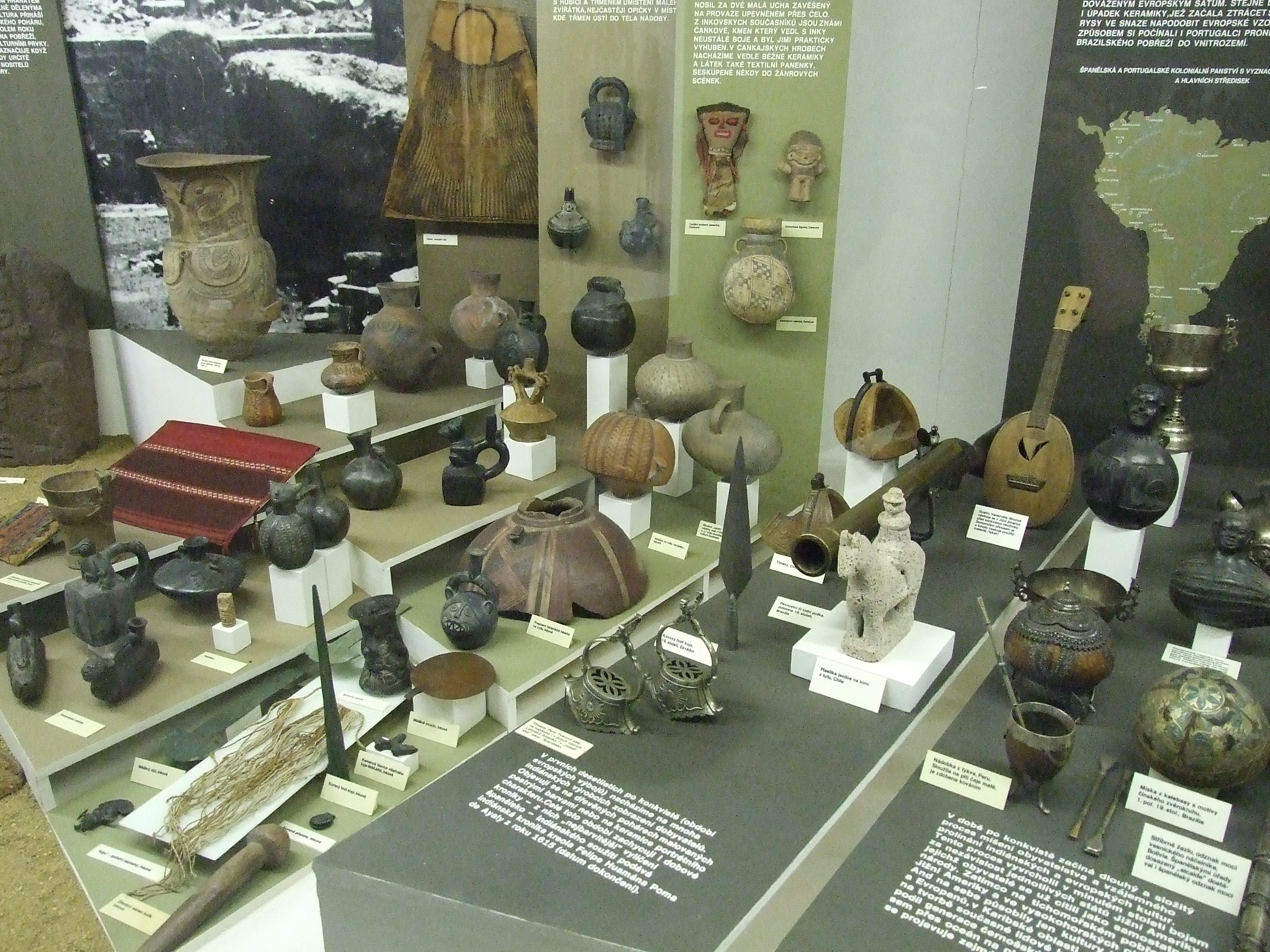
Indiánské kultury Severní a Jižní Ameriky
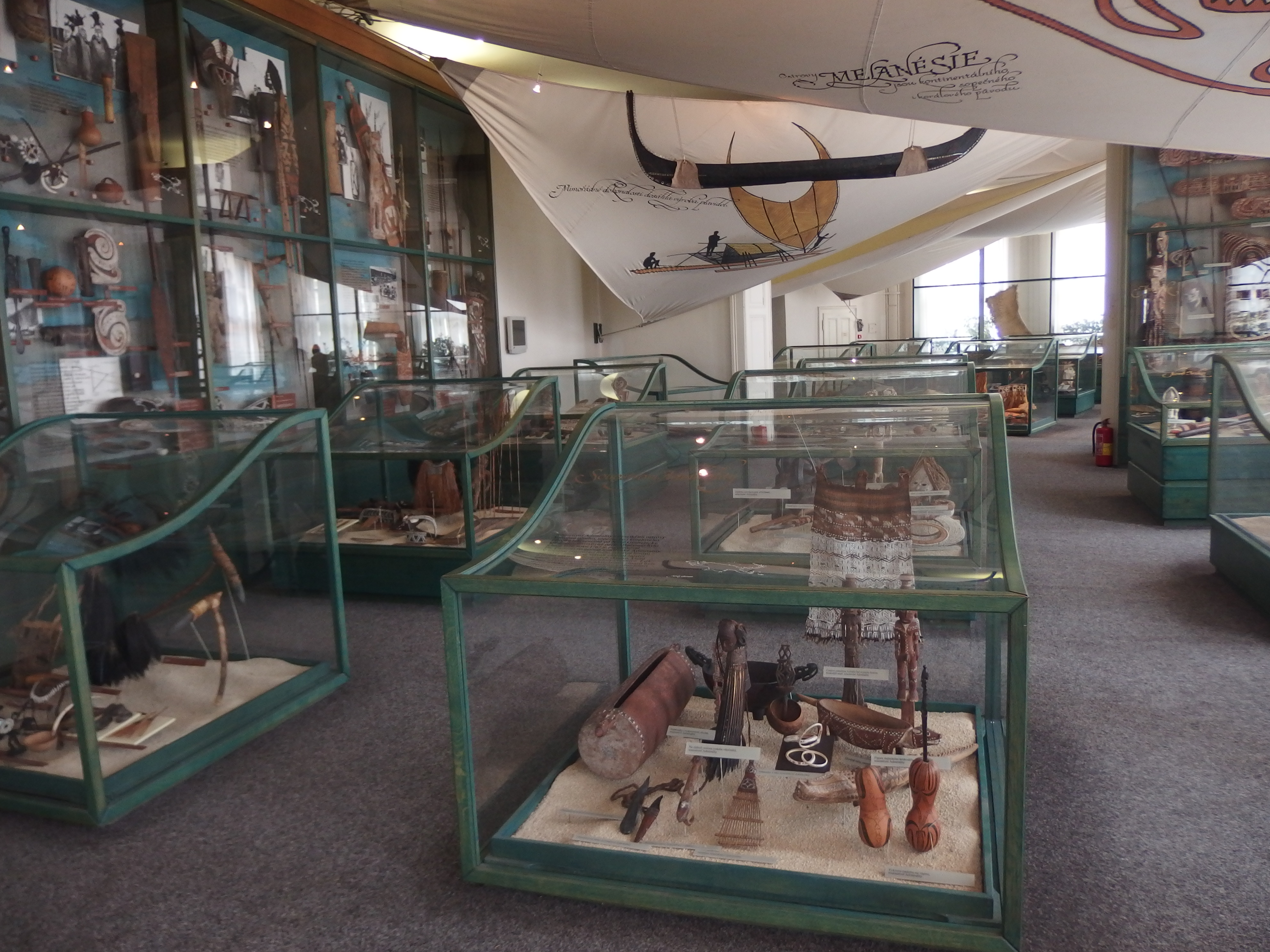
Kultury Austrálie a Oceánie
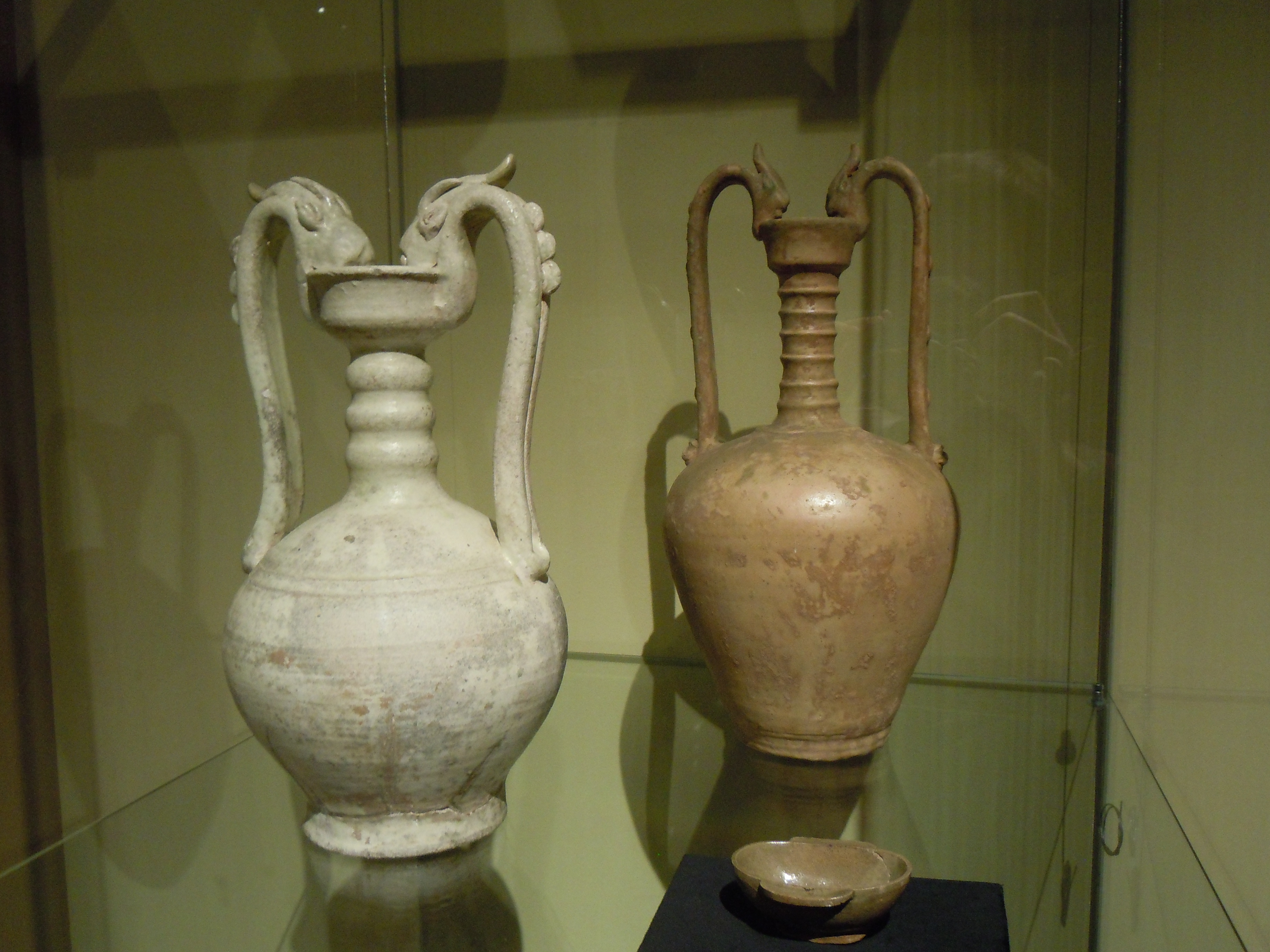
Amfory s draky, dynastie Tchang (7.–9. stol.)
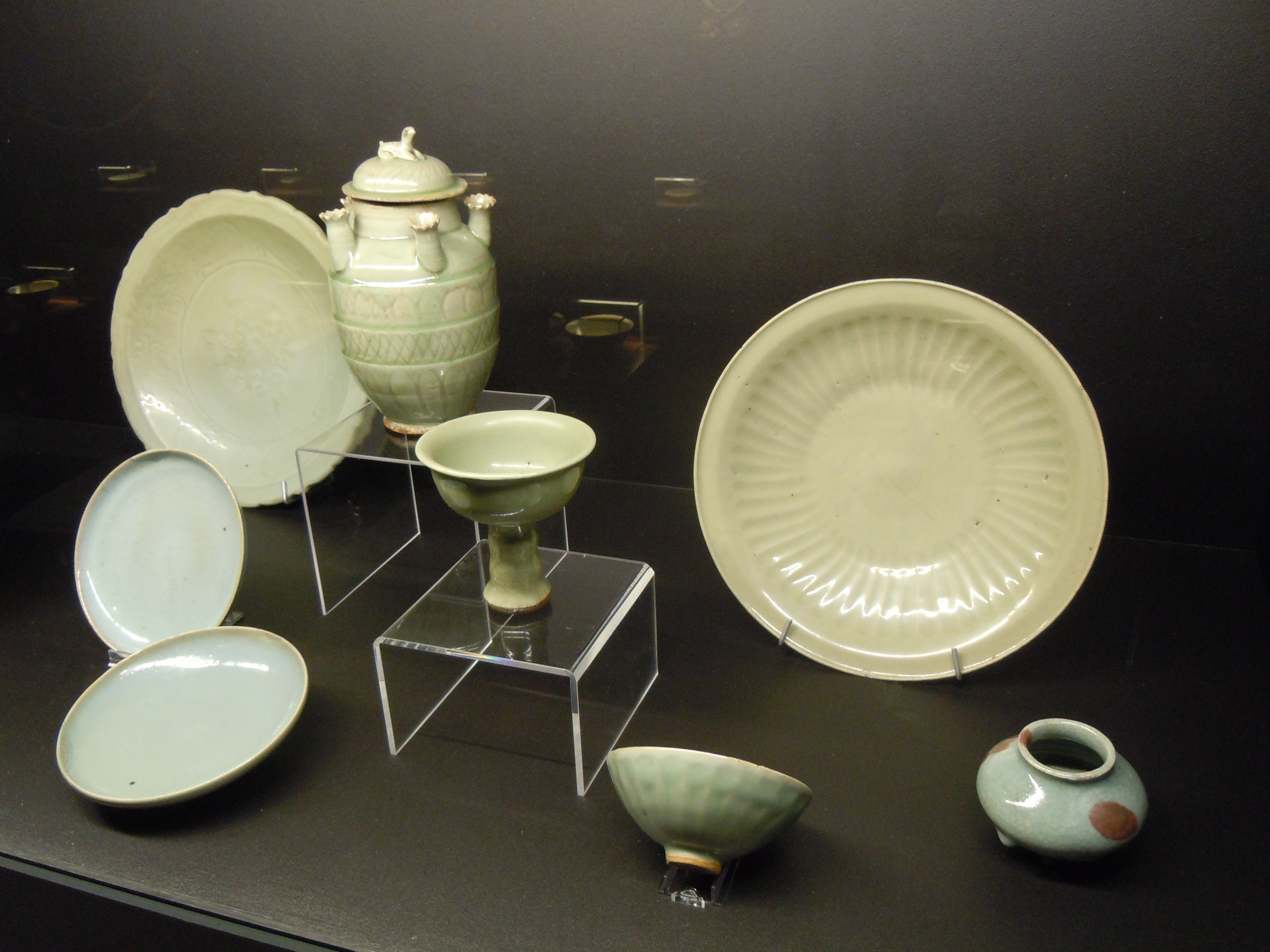
Nádobí se zelenohnědou polevou (11.–14. stol.)
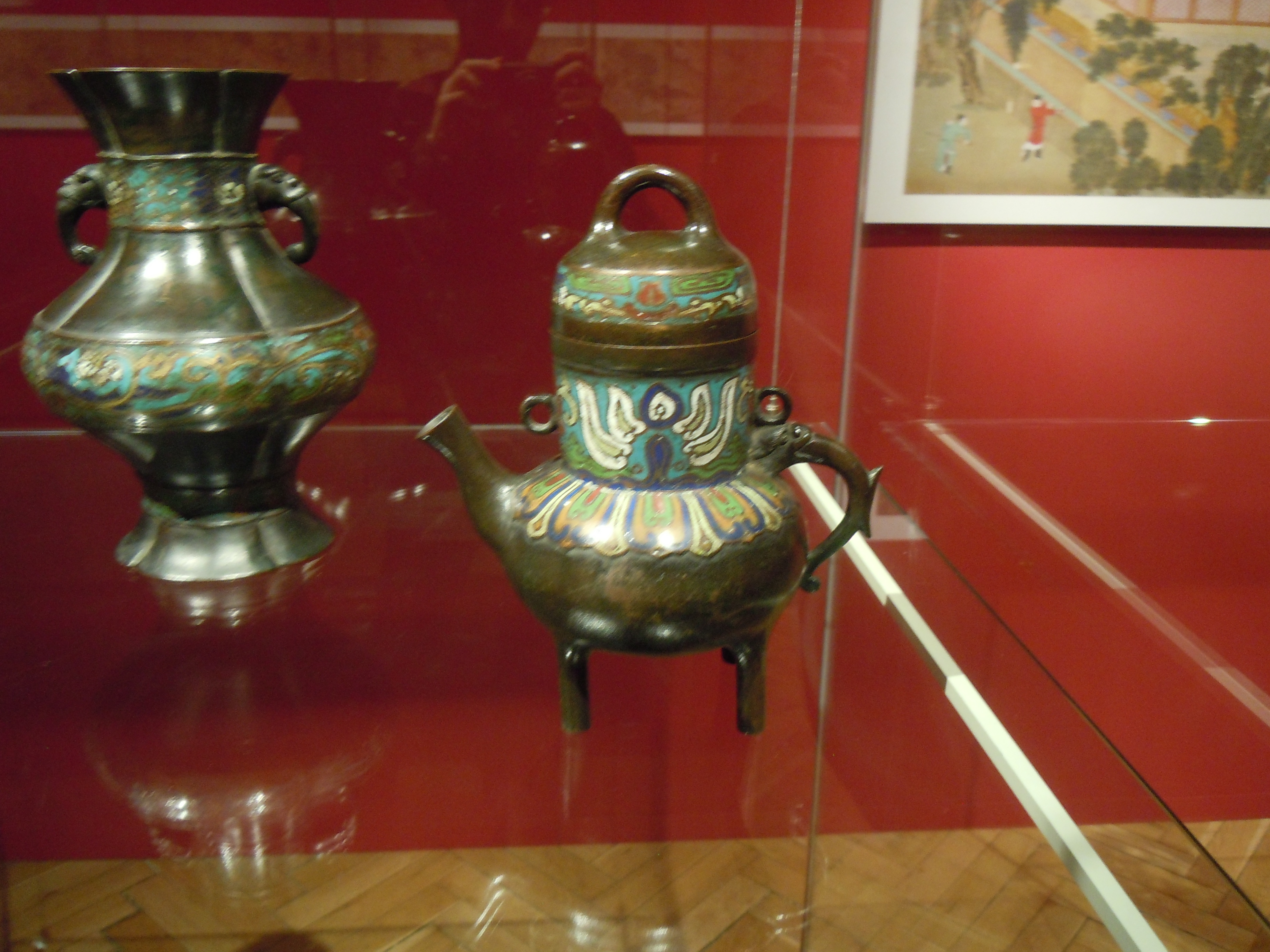
Smaltované nádoby (cloisonné, 14. stol.)
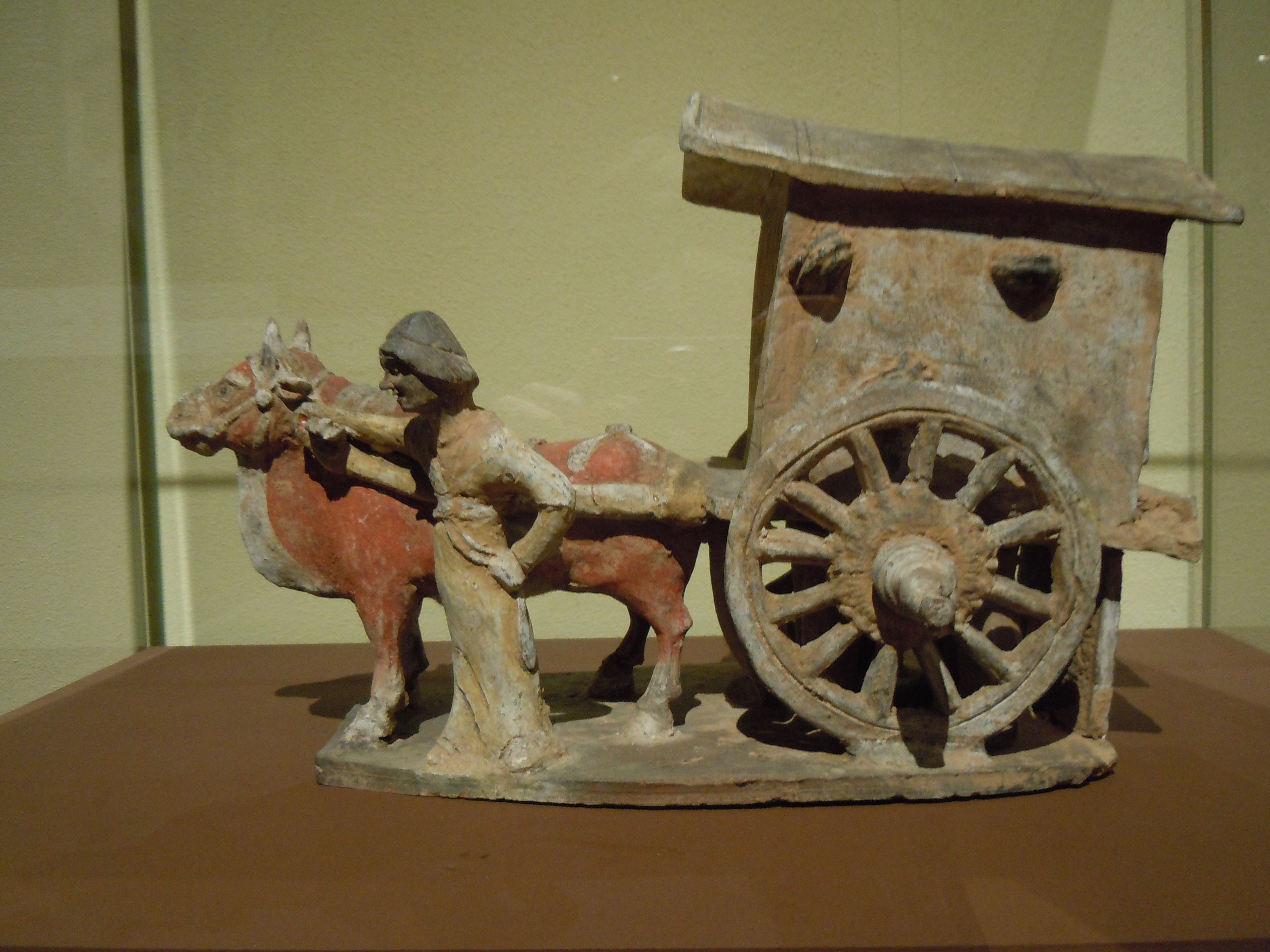
Čínský vůz z hrobu (keramika, 3.–10. stol.)